# Visconte Valentia

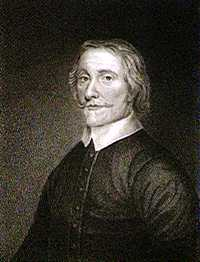
Francis Annesley, I visconte Valentia.

Il titolo Visconte Valentia è un titolo della Parìa d'Irlanda. È stato creato due volte. La prima creazione avvenne nel 1621 per Henry Power. Un anno più tardi, un suo parente Sir Francis Annesley, I baronetto, gli è stata data una concessione di "reversibilità" della viscontea.
Annesley, membro di un'influente famiglia anglo-irlandese che discendeva da Newport Pagnell nella contea del Buckinghamshire, era un favorito di Giacomo I, che gli concesse il forte di Mountnorris, nella contea di Armagh. Fu nominato cavaliere nel 1616, creato baronetto, Barone di Mountnorris nel 1628.
Nel 1642, alla morte di Power, Annesley divenne visconte Valentia secondo la concessione di reversibilità del 1622. Il quarto figlio di Annesley, Francis Annesley era il padre di William Annesley, I visconte Glerawly, dal quale discendono i Conti di Annesley. Gli succedette il figlio maggiore, il secondo visconte, che fu creato barone Annesley, nel 1661. Il figlio minore di Anglesey, Altham, fu creato barone Altham  il 14 febbraio 1681.
Alla morte del quinto conte di Anglesey nel 1737 la linea del primogenito del conte si estinse. Gli succedette un suo parente Richard Annesley, che divenne il sesto conte e settimo visconte Valentia. Successivamente intraprese una lunga battaglia legale. James Annesley rivendicò il titolo di conte e i titoli sussidiari come figlio di Arthur Annesley, IV barone Altham.  
Nel 1761, alla morte del sesto conte, la storia ha preso una nuova svolta. Suo figlio ed erede, Arthur, assunse i titoli come "settimo conte di Anglesey". Tuttavia, gli venne contestata la legittimità e il 22 aprile 1771 la Camera dei lord decise che il suo reclamo per i titoli inglesi era valido. 
Nel 1793 egli fu compensato quando fu creato conte di Mountnorris. Alla morte di suo figlio, il titolo di conte e la baronia di Altham si estinsero, mentre gli succedette nel titolo di baronetto, Baronia di Mountnorris e Visconte Valentia un suo lontano parente, Arthur Annesley, discendente da Francis Annesley, quarto figlio del I visconte.
L'undicesimo visconte, è stato creato barone di Bletchington il 7 maggio 1917. Tuttavia, questo titolo si estinse alla morte di suo figlio, il dodicesimo visconte, nel 1949. I titoli irlandesi vennero ereditati da un lontano parente, il reverendo William Monckton Annesley, che divenne il tredicesimo visconte.
Gli succedette il cugino Francis Dighton Annesley, diventando il quattordicesimo visconte. Alla sua morte, nel 1983, i titoli passarono a suo figlio, Richard John Dighton Annesley. Dal 2014 il titolo è tenuto da suo figlio, il sedicesimo visconte, che gli succedette nel 2005. 

## Visconti Valentia (1621)
- Henry Power, I visconte Valentia (?-1642)

## Visconti Valentia (1622)
- Francis Annesley, I visconte Valentia (1583–1660)
- Arthur Annesley, I conte di Anglesey e II visconte Valentia (1614–1686) (creato Conte di Anglesey nel 1661)

## Conti di Anglesey (1661)
- Arthur Annesley, I conte di Anglesey e II visconte Valentia (1614–1686)
- James Annesley, II conte di Anglesey e III visconte Valentia (1645–1690)
- James Annesley, III conte di Anglesey e IV visconte Valentia (1674–1702)
- John Annesley, IV conte di Anglesey e V visconte Valentia (1676–1710)
- Arthur Annesley, V conte di Anglesey e VI visconte Valentia (1678-1737)
- Richard Annesley, VI conte di Anglesey e VII visconte Valentia (1690–1761)

## Visconti Valentia (1622)
- Arthur Annesley, VIII visconte Valentia (1744–1816) (creato conte di Mountnorris nel 1793)

## Conti di Mountnorris (1793)
- Arthur Annesley, I conte di Mountnorris e VIII visconte Valentia (1744–1816)
- George Annesley, II conte di Mountnorris e IX visconte Valentia (1770–1844)

## Visconti Valentia (1622)
- Arthur Annesley, X visconte Valentia (1785–1863)
- Arthur Annesley, XI visconte Valentia (1843–1927)
- Caryl Annesley, XII visconte Valentia (1883–1949)
- William Annesley, XIII visconte Valentia (1875–1951)
- Francis Annesley, XIV visconte Valentia (1888–1983)
- Richard Annesley, XV visconte Valentia (1929–2005)
- Francis Annesley, XVI visconte Valentia (1959)

L'erede dell'attuale visconte è il fratello, Peter John Annesley (1967)